# Mama Weer All Crazee Now
Mama Weer All Crazee Now är en låt av den brittiska rockgruppen Slade som utkom 1972. Låten är skriven av Noddy Holder och Jim Lea och producerades av Chas Chandler. Den utgavs som singel i augusti 1972, och blev gruppens tredje brittiska singeletta. Den togs några månader senare med på studioalbumet Slayed? Den finns även med på samlingsalbumet Sladest som utkom ett år senare.

## Listplaceringar
| Lista (1972-1973) | Position                              |
| ----------------- | ------------------------------------- |
| Australien        | 3 (Go Set)                            |
| Danmark           | 3 (DR "Tipparaden")                   |
| Finland           | 11                                    |
| Frankrike         | 30                                    |
| Irland            | 1                                     |
| Nederländerna     | 7                                     |
| Schweiz           | 5                                     |
| Storbritannien    | 1 (UK Singles Chart)                  |
| Sverige           | - (Testad på Tio i topp, ej inröstad) |
| USA               | 76 (Billboard Hot 100)                |
| Västtyskland      | 6                                     |
| Österrike         | 6                                     |